# Ilmari Vesamaa
Ilmari Vesamaa (* 4. Dezember 1893 in Artjärvi; † 24. Januar 1973) war ein finnischer Langstrecken- und Hindernisläufer.
Bei den Olympischen Spielen 1920 in Antwerpen schied er über 5000 Meter und 3000 Meter Hindernis jeweils im Vorlauf. Im Crosslauf gehörte er zur siegreichen finnischen Mannschaft und lieferte mit der Einzelplatzierung 14 ein Streichresultat ab.

## Persönliche Bestzeiten
- 5000 m: 15:32,0 min, 20. August 1921, Kotka
- 3000 m Hindernis: 10:31,5 min, 1920